# Anthony Gould
Anthony Gould (Leavenworth, 6 aprile 2001) è un giocatore di football americano statunitense che milita nel ruolo di wide receiver per gli Indianapolis Colts della National Football League (NFL).

## Carriera universitaria
Nelle prime due stagioni a Oregon State, Gould disputò otto partite, ritornando solamente un punt per 14 yard. Nel 2021 trovò maggior spazio e contro Hawaii fece registrare 7 ricezioni per 119 yard e il suo primo touchdown, contribuendo alla prima vittoria dell'anno dei Beavers. Nella settimana 7 segnò il suo primo touchdown su corsa nella vittoria su Utah. Chiuse l'annata con 13 ricezioni per 185 yard e un touchdown.
Gould esplose nella stagione 2022. Nella prima partita ebbe una ricezione da 74 yard che contribuì alla vittoria su Boise State. La settimana successiva ebbe un'altra lunga ricezione, questa volta da 42 yard, da cui poi nacque un touchdown di Deshuan Fenwick, nella vittoria su Fresno State nell'ultima giocata della partita.
Gould ebbe la miglior gara della sua carriera nella settimana successiva contro Montana State, in cui ricevette 5 passaggi per 77 yard e 2 touchdown, oltre a una terza marcatura segnata su un ritorno di punt da 80 yard. Nella settimana 11 ebbe 2 ricezioni per 49 yard e ritornò un punt per 54 yard in touchdown.
Gould chiuse la stagione 2022 con 27 ricezioni per 457 yard e 3 touchdown. Per le sue prestazioni fu inserito nella formazione ideale della Pac-12 Conference e premiato come All-American, in entrambi i casi come punt returner.
Nel 2023 Gould giocò ancora come ricevitore e come ritornatore, terminando con 44 ricezioni per 718 yard e 2 touchdown, oltre a ritornare 7 punt per 113 yard.

## Carriera professionistica

### Indianapolis Colts
Gould fu scelto nel corso del quinto giro (142º assoluto) del Draft NFL 2024 dagli Indianapolis Colts. Nella sua prima stagione fece registrare una ricezione da 23 yard in 8 presenze, nessuna delle quali come titolare.